# 난쟁이도 작게 시작했다
난쟁이도 작게 시작했다(Even Dwarfs Started Small, Auch Zwerge Haben Klein Angefangen)는 독일(구 서독)에서 제작된 베르너 헤어조크 감독의 1971년 코미디, 공포, 드라마 영화이다. 헬머 도링 등이 주연으로 출연하였다.

## 출연

### 주연
- 헬머 도링

### 조연
- Marianne Saar